# Nieuw-Caledonië (Canada)
Nieuw-Caledonië was de naam die gegeven werd aan een district van de Hudson's Bay Company. Het gebied komt in grote mate overeen met de hedendaagse Canadese provincie Brits-Columbia. Hoewel het geen Britse kolonie was, maakte Nieuw-Caledonië deel uit van het gebied dat de Britten in Noord-Amerika opeisten. Het administratieve centrum bevond zich in Fort St. James.   

## Bonthandel
De ontdekkingsreizen van James Cook en George Vancouver samen met de concessies van Spanje in 1792, gaf aanleiding tot de Britse aanspraak op de kusten ten noorden van Californië. Op gelijkaardige wijze traden ook Britse aanspraken naar voren op het binnenland na verkenningsreizen van Alexander Mackenzie, Simon Fraser, Samuel Black, David Thompson en John Finlay, en door de daaropvolgende vestiging van handelsposten voor bont door de North West Company en de Hudson's Bay Company (HBC). Tot in 1849 was de regio dat nu Brits-Columbia omvat, een onbestuurd gebied van Brits Noord-Amerika. In tegenstelling tot Rupertland in het noorden en het oosten, waren de afdelingen van Nieuw-Caledonië en hun zuiderbuur Columbia District, geen concessies aan de Hudson's Bay Company. Het was eerder zo dat aan de Company een monopolie verleend werd om te handelen met de inwoners van de First Nations nadat het gefusioneerd werd met de North West Company in 1821.  

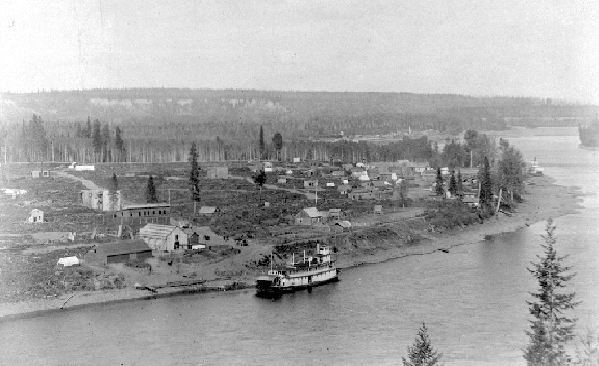
Het zuiden van Fort George

Nieuw-Caledonië zag hoe dan ook het levenslicht met de vestiging van de eerste Britse posten in bonthandel ten westen van de Rocky Mountains door Simon Fraser en zijn bemanning tijdens hun ontdekkingsreizen tussen 1805 en 1808. Deze posten waren Fort George (nadien Prince George) bij de samenvloeiing van de Fraser River en de Nechako River, Fort Fraser bij Fraser Lake, Hudon's Hope nabij de Peace River Canyon, Fort McLeod bij McLeod Lake, ten noorden van Fort George, en het administratieve hoofdkwartier van het district, Fort St. James aan de oevers van Stuart Lake. Nieuw-Caledonië omvatte in het begin dus een territorium van het noordwestelijke Interior Plateau bevloeid door de Peace River, de Stuart River en de Bulkley River. De oorsprong van de naam worden in het algemeen opgedragen aan Simon Fraser en zijn metgezellen, waarbij de heuvels en bossen hen deden denken aan de Schotse Hooglanden.

## Veranderingen aan de grenzen en de benamingen

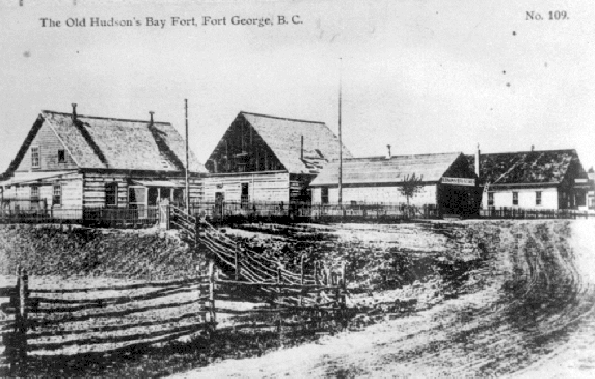
Handelspost van de Hudson's Bay Company bij Fort George

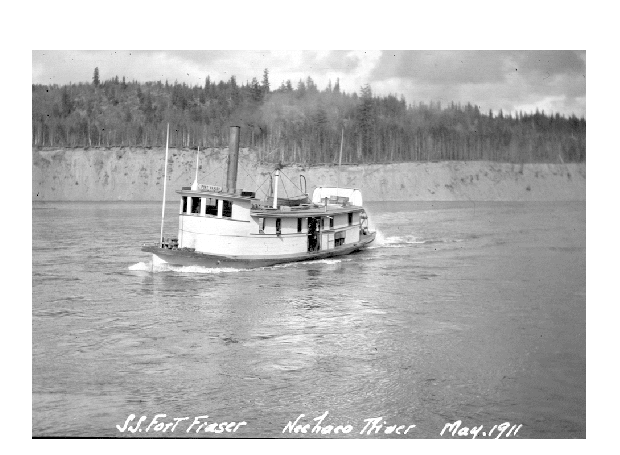
Fort Fraser op de Nechako River in 1911

De grenzen van de afdeling waren onduidelijk en veranderden voortdurend. Nieuw-Caledonië strekte zich uit tot zover de economische relaties zich verspreidden door de aangewezen bonthandelsposten. Deze kende een sterke uitbreiding over de jaren. Oorspronkelijk werd de oostgrens getrokken tot aan de Rocky Mountains, de noordelijke grens was de Finlay River en de zuidelijke grens was de Cariboo of de Thompson River. Het gebied ten zuiden van de Thompson River en ten noorden van de toenmalige Mexicaanse grens, namelijk de 42e breedtegraad, werd aangewezen als het Columbia District. In het begin werd het bestuurd vanuit Fort Astoria, vervolgens vanuit Fort Vancouver (het hedendaagse Vancouver in de Amerikaanse staat Washington). Migraties in westelijke richting van Amerikaanse kolonisten via de Oregon Trail leidde tot het grensconflict van Oregon. De ondertekening van het Verdrag van Oregon in 1846 bracht een einde aan de betwiste gezamenlijke bezetting van de gebieden ten westen van de Rocky Mountains aanleiding gevend tot het Verdrag van 1818. De zuidelijke grens van het district werd veranderd in de 49e breedtegraad en de administratie verhuisd naar Fort Victoria. Het hele Britse vasteland ten noorden van de Amerikaanse grens en ten westen van de Rocky Mountains was hoe dan ook gekend als Nieuw-Caledonië. 
In 1849 werden Vancouvereiland en de Gulf Islands in de Straat van Georgia aangeduid als een afzonderlijke kroonkolonie onder de naam Kolonie van Vancouvereiland.

## Van Nieuw-Caledonië naar Brits-Columbia

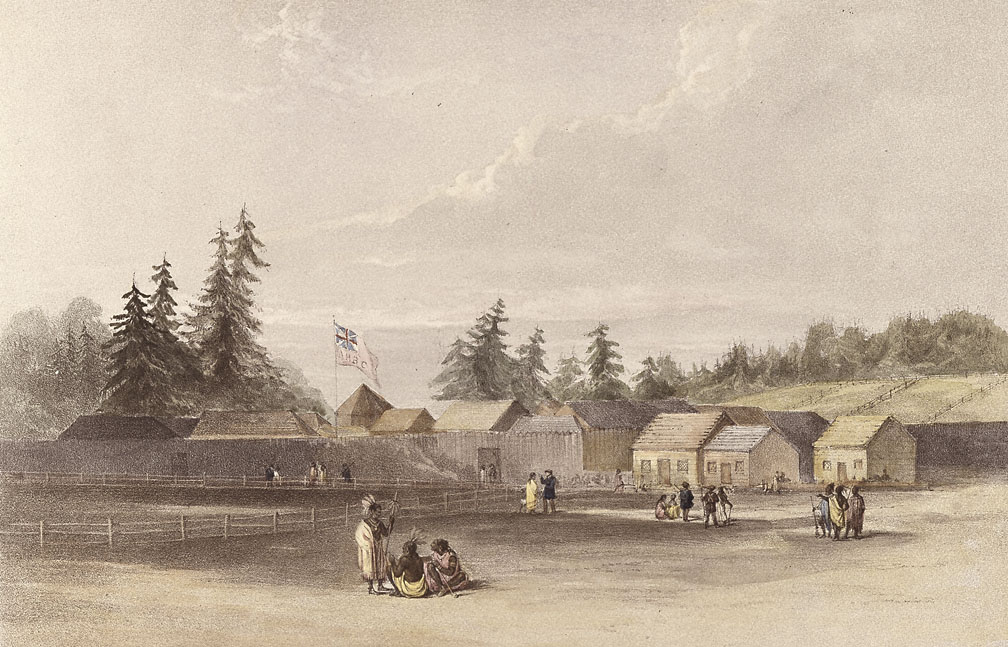
Fort Vancouver, Washington, Verenigde Staten in 1845

Nieuw-Caledonië werd de volgende jaren bestuurd door de Hudson's Bay Company, waarvan de regionale hoofdvertegenwoordiger James Douglas eveneens ook de gouverneur van de Vancouvereiland was. Deze situatie was doenbaar zolang de Europese bevolking klein bleef (ongeveer 100 mensen, voornamelijk werknemers bij de Company en hun gezinnen). Dit alles veranderde in 1858 met de ontdekking van goud ten noorden van Yale waarbij de Fraser Canyon Goudkoorts tot leven kwam en twintig- tot dertigduizend, voornamelijk Amerikaanse immigranten zich hier kwamen vestigen. Douglas, die geen wettelijke autoriteit had over het gebied, voelde zich verplicht om de Britse soevereiniteit te waarborgen door een kanonneerboot aan de monding van de Fraser River te plaatsen zodat vergunningsbijdragen konden gewonnen worden van goudzoekers die stroomopwaarts reisden. De Britse Staatssecretaris van de Koloniën werd aangemaand tot actie zodat nieuwe wetgeving Nieuw-Caledonië tot een kroonkolonie werd benoemd op 2 augustus 1858. De naam die aan deze nieuwe entiteit werd gegeven was de Kolonie van Brits-Columbia met de nieuwe hoofdstad New Westminster ter hoogte van de zuidelijke bekkens van de Fraser River.
De naam Nieuw-Caledonië wordt nog steeds gebruikt voor officiële en commerciële doeleinden in het gebied. Voorbeelden zijn de College of New Caledonia en het Bisdom van Caledonië in Prince George; de Caledonia Sr. Secondary School in Terrace.